# Maria Theresa van Thielen
Maria Teresa van Thielen (Anversa, 7 marzo 1640 – Anversa, 11 febbraio 1706) è stata una pittrice fiamminga.

## Biografia

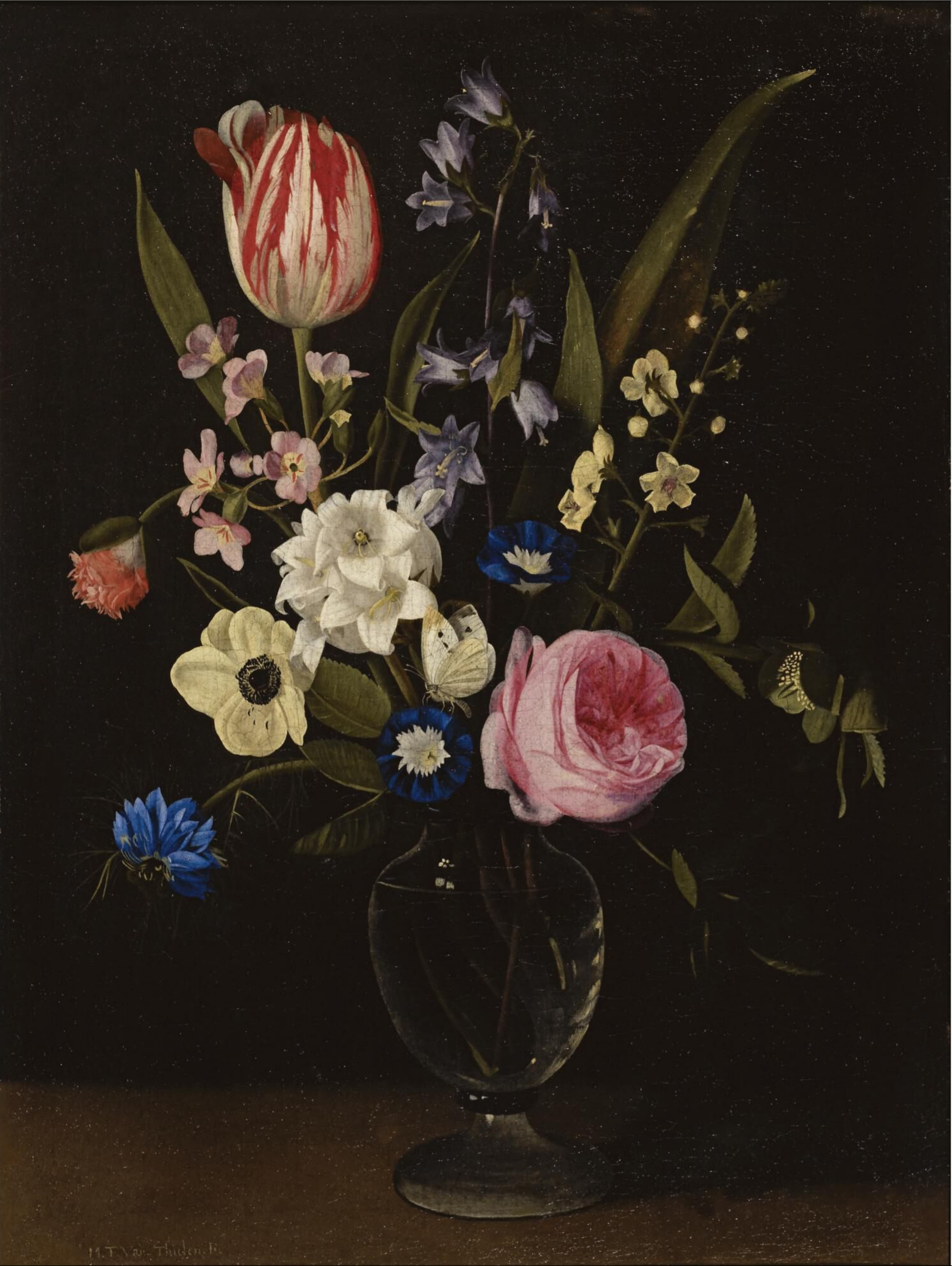
Natura morta con fiori in un vaso di vetro

Nacque in una famiglia aristocratica di artisti. Secondo Cornelis de Bie nel suo Het Gulden Cabinet lei e altre due sorelle erano pittrici. Houbraken afferma che lei entrasse in competizione con le sue sorelle Anna Maria e Francoise Katharina e che con i suoi lavori ebbe molto successo. La sorella Anna probabilmente potrebbe essere stata sua zia Anna, che sposò il pittore Theodoor Rombouts. Le tre donne impararono la pittura floreale dal loro padre Jan Philips van Thielen. Le opere di Maria sono nello stesso stile pittorico del padre e che probabilmente molti di essi furono attribuiti a lui.
Firmava i suoi dipinti come M.T.Van THIELEN.F. Realizzò due pitture con fiori, nello stesso stile del padre, per la città Malines, una delle quali è datata 1664.
Venne iscritta alla Corporazione di San Luca di Anversa, come maestra, nel 1665.